# 新世代航空母艦
新世代航空母艦（法語：Porte-avions de nouvelle génération，簡稱PANG）是法國預計將於2025年建造、為繼2013年取消的「二號航空母艦」後、用於取代「戴高樂號」的新一代航空母艦，其預計服役時間為2038年，即「戴高樂號」的預定退役年。「新世代航空母艦」為核動力航空母艦，並預計裝載电磁弹射器，建造完成後排水量將會超越英國皇家海軍「伊麗莎白女王級」航空母艦，成為歐洲史上最大的軍艦。

## 研製背景與需求
自2000年將「福煦號」航空母艦賣給巴西海軍後，法國海軍長期便只有一艘「戴高樂號」航空母艦能維持現役。然而「戴高樂號」需定期於乾船塢進行一年半的維護、整修和更換核燃料等作業，在僅有一艘航空母艦的情況下，法國海軍將在其維修期間喪失大半力量投射能力，因此建造第二艘航空母艦作為備援、確保航空母艦戰鬥群隨時可運作，成了法國海軍的迫切需求。2001年5月18日「戴高樂號」服役，而時至2003年，法國在英國新型「CVF級」航空母艦（即後來的「伊莉莎白女王級」）設計的基礎上發展了「二號航空母艦」方案，然而該計畫於2009年暫停，最終於2012年取消。
2018年，法國國防部長弗洛朗斯·帕尔丽於歐洲海軍展上宣佈啟動取代「戴高樂號」的第二方案，而《2019-2025年軍事計畫法》則宣佈該計畫將花費4000萬歐元進行18個月的研究，以使總統得以在2020年做出決議。2020年5月，國防部長視察圣纳泽尔的大西洋造船廠，並在此確認了新一代航空母艦將於該廠建造，大西洋造船廠也是法國唯一能建造如此大噸位船艦的造船廠。
法國原訂將於2020年7月的國防委員會上決定新航艦的推進方式、結構和建造數量，然而7月6日法國政府重組使國防委員會延遲決議。2020年12月8日，法國總統艾曼紐·馬克宏訪問勒克勒佐核技術企業法馬通後，正式啟動起動了「新世代航空母艦」計畫（下均稱「PANG」），並確定為核動力推進。
2021年3月19日，法國國防採購局與大西洋造船廠、原子技術公司簽訂了PANG兩年的初步設計合約。下一階段的「初期細部設計」研究工作則要長達三年時間，廠商將提交正式報價，準備開始建造。同時也將初步審查推進系統之安全性。預計2025年，PANG開始建造、2031年至2034年組裝船體、2036年進行試航、2038年服役，同年「戴高樂號」也將退役。

## 建造
PANG的研製將由海軍集團與大西洋造船廠於2021年3月29日新成立的合資企業負責，法國原子能署與法國國防採購局進行專案管理，總工程預計將提供2100個工作職缺，其中400人負責於聖納澤爾建造船體、1400人將為海軍集團及其合作廠商工作，另外300人則為核動力相關。工程將分散於卢瓦尔河谷、布列塔尼和法國南部地區進行。

## 設計

### 動力系統
起初國防部傾向PANG恢復常規動力，但帕尔丽最終選擇核動力方案，並於2021年2月獲得總統馬克宏的批准。海軍參謀部支持核動力方案，原因是新艦噸位預計將比「戴高樂號」高出75％，也超過「福煦號」和同級艦「克莱蒙梭号」總和25％，就連預計搭載的新式艦載機「新一代戰機」也比現役艦載機阵风战斗机重5噸，必定需要更大的船體配合新機。除了上述考量外，法國海軍繼續沿用核動力的另一項主因是培養新進、接替即將在2030年代退休（或過世）的上一代技術人員（開發K15的團隊），以延續國家海軍核推進技術，維護國家戰略自主權。
以「戴高樂號」來看，現有的兩座K15反應爐——「阿底頓」與「齊娜」（Xena）各功率僅150MW，有40％反應爐功率用於船艦推進與彈射以外，如艦載系統、生命維持系統等，然而由於「戴高樂號」推進系統過小，反應爐約15至20％功率未能利用，而一旦新艦預期排水量超過60000噸，就必須放棄K15核反應爐，目前公佈的消息是採用兩座新設計的「K22型」核反應爐，每座可提供220瓦特（300,000匹馬力），也將是法國至今設計與製造最強大的海軍核反應爐。
PANG動力系統工程由法國原子能署管理、原子技術公司負責設計新式核反應爐、由法馬通在勒克勒佐生產。

### 艦體設計
與近期的「伊莉莎白女王級」不同，PANG的艦島僅有一座，與美軍「福特級」相似設置於甲板後方，斜向甲板共兩條飛行跑道，整體設計與以往相若。根據有關報導，飛行甲板面積為3.9英畝（16,000平方）、機庫容量54,000平方英尺（5,000平方）、甲板側面共兩台承重40公噸的升降梯。

側視與俯視圖
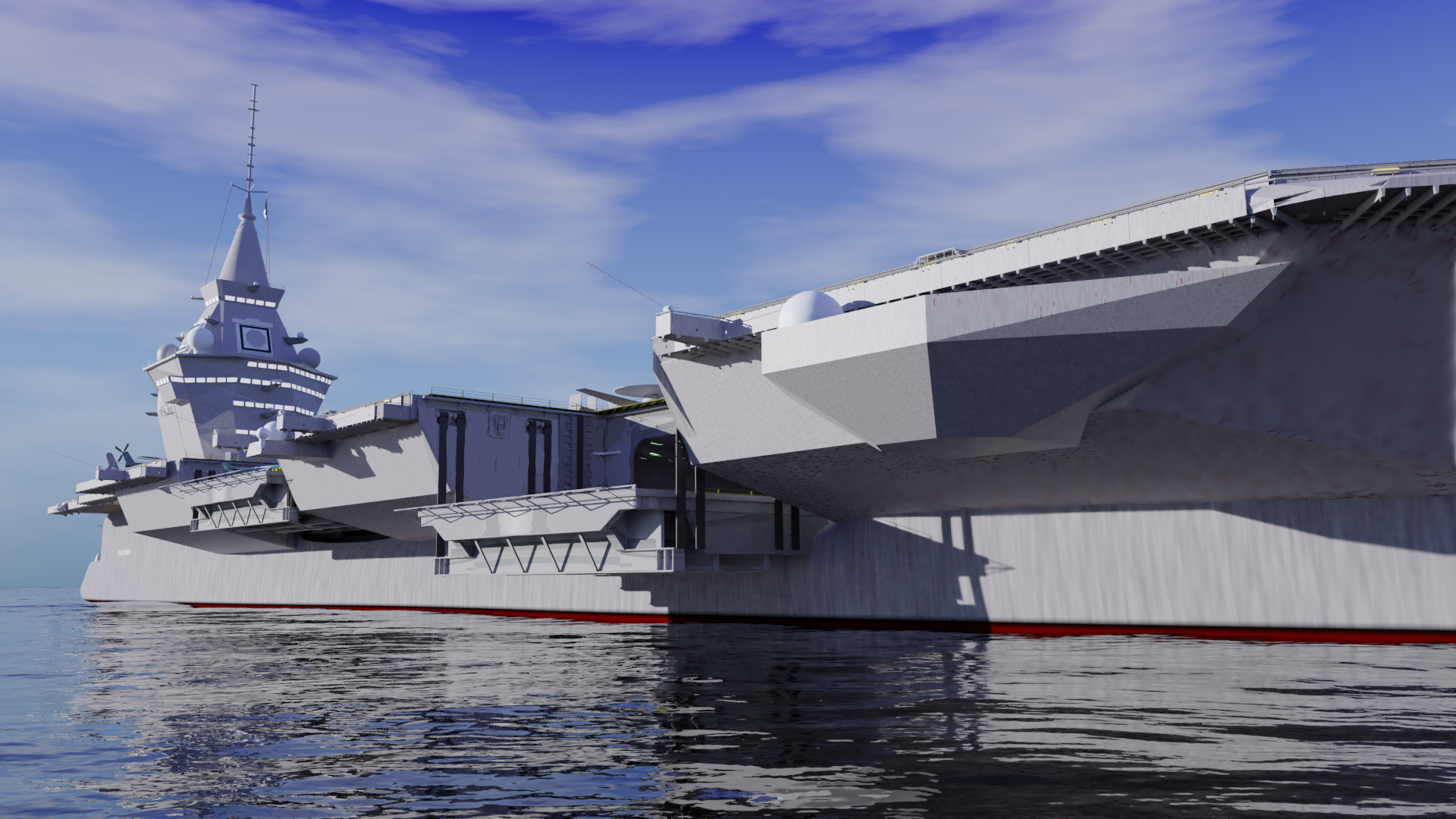
甲板側升降機
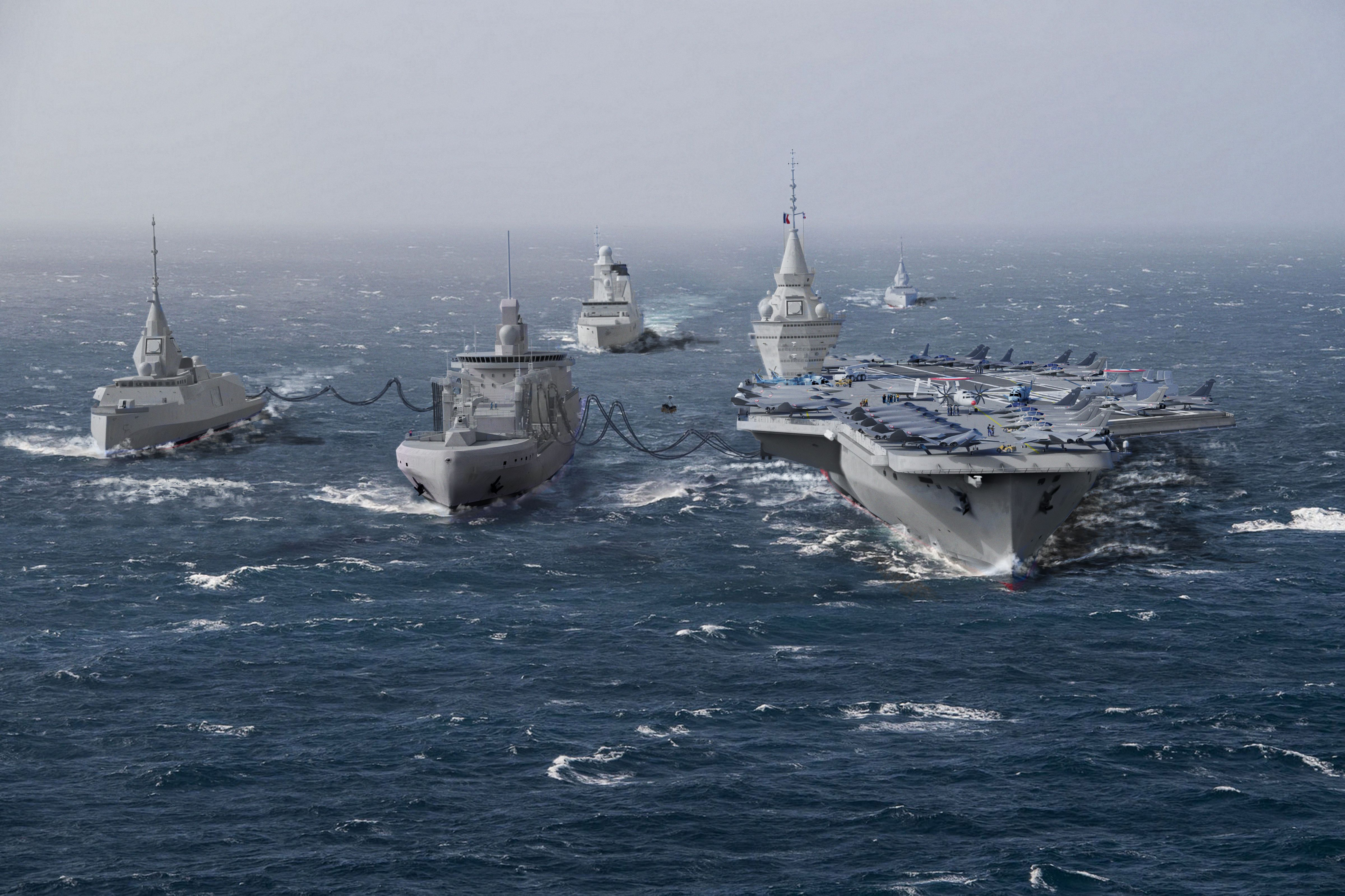

- 互動式3D模型

### 起降設備
儘管技術上可能仰賴美國，但PANG預計將裝載2條通用原子電磁彈射器彈射起飛艦載機，降落則以「先進攔阻系統」輔助其降落，法國海軍航空史上也頭一次可能同時執行起飛與降落回收作業，效率遠較以往的「福煦級」和「戴高樂號」高。
2021年12月21日，美國批准出售2條電磁飛機發射系統和先進阻攔系統給法國，價值13.21億美元。

### 艦載機與武器系統
PANG預計搭載30架以上艦載機，包括研製中的新一代戰機、飆風M型戰鬥機、E-2D型空中預警機、NH90直升機以及無人機等，其儲備的彈藥亦能支持長達7天的高強度作戰。現「戴高樂號」已裝備3架E-2C型預警機，而2020年11月帕爾麗同意採購三架E-2D型替換，預計將於2030年服役，之後再調至PANG。
PANG戰鬥系統包括泰雷兹的SeaFire相位陣列雷達（原為中型通用巡防艦設計，因模組化得以改裝至大型艦上）、阿斯特面對空飛彈，舰载垂直发射系统估計將自「戴高樂號」的32座提高至48座，此外也可能裝備泰雷兹與Nexter公司的RapidFire 40公釐近防艦炮。
除了核動力外，PANG也同「戴高樂號」一樣，具有核打擊能力，後者現為由飆風M型戰鬥機組成的「核海軍航空兵」，裝備ASMP-A飛彈作為準戰略導彈，而到PANG服役後艦載機將裝備目前研發中的ASN4G（預計2035年入役）。

## 列表
| 舰名 | 舷號 | 造船廠       | 簽約時間 | 龍骨安放时间 | 下水时间   | 服役时间   | 舰徽 | 母港 | 所屬艦隊 | 圖片 | 现况                                                                                       |
| ---- | ---- | ------------ | -------- | ------------ | ---------- | ---------- | ---- | ---- | -------- | ---- | ------------------------------------------------------------------------------------------ |
|      |      | 大西洋造船廠 |          | 預計2025年   | 預計2036年 | 預計2038年 |      |      |          |      | 在2021年3月19日，法國軍備發展總局（DGA）與海軍集團簽署了PANG的初步設計合約，此階段為期兩年 |

## 註解
1. ↑  估計含美製預警機在內、電磁彈射器、助降設備採購共30億美金[30]。

## 資料來源
1. 1 2 3  . Les Echos. 2020-05-18  [2021-05-18]. （原始内容存档于2020-11-22） （法语）.
2. 1 2  magazine, Le Point. . Le Point. 2020-05-18  [2021-05-18]. （原始内容存档于2021-04-30） （法语）.
3. ↑  . ladepeche.fr. 2020-12-08  [2021-05-18]. （原始内容存档于2021-02-25） （法语）.
4. 1 2 3  Centre media du ministère des Armées. . www.defense.gouv.fr. Ministère des Armées. 2020-12-08  [2021-05-18]. （原始内容存档于2021-01-27） （法语）.
5. 1 2 3 4 5 6  Cabirol, Michel. . La Tribune. 2020-05-14  [2021-05-18]. （原始内容存档于2021-03-30） （法语）.
6. 1 2 3 4 5 6 7 8  . www.naval-technology.com.   [2021-05-18]. （原始内容存档于2021-10-16） （英语）.
7. 1 2 3 4  . www.globalsecurity.org.   [2021-05-18]. （原始内容存档于2020-12-04） （英语）.
8. 1 2 3 4 5  . www.defense.gouv.fr. Ministère des Armées. 2021-04-15  [2021-05-18]. （原始内容存档于2021-05-18） （法语）.
9. 1 2  Merchet, Jean-Dominique. . L'Opinion. 2020-05-28  [2021-05-18]. （原始内容存档于2021-04-23） （法语）.
10. 1 2 3 4 5 6  Vavasseur, Xavier. . USNI News. 2020-12-08  [2021-05-18]. （原始内容存档于2021-02-24） （英语）.
11. 1 2  Barotte, Nicolas. . LEFIGARO. 2020-05-29  [2021-05-18]. （原始内容存档于2021-04-23） （法语）.
12. ↑  Pons, Juan. . Atalayar. 2020-12-14  [2021-05-18]. （原始内容存档于2021-05-18） （英语）.
13. ↑  . www.globalsecurity.org.   [2021-05-18]. （原始内容存档于2020-10-19） （英语）.
14. ↑  . www.assemblee-nationale.fr. Assemblée nationale. 2009-10-14  [2021-05-18]. （原始内容存档于2021-02-11） （法语）.
15. ↑  Cabirol, Michel. . La Tribune. sur latribune.fr.   [2021-05-18]. （原始内容存档于2012-07-27） （法语）.
16. ↑  Barluet, Alain. . LEFIGARO. 2018-10-23  [2021-05-18]. （原始内容存档于2021-04-15） （法语）.
17. ↑  GroizeIeau, Vincent. . Mer et Marine. 2020-12-09  [2021-05-18]. （原始内容存档于2021-04-19） （法语）.
18. ↑  Guibert, Nathalie. . Le Monde.fr. 2020-12-08  [2021-05-18]. （原始内容存档于2021-05-15） （法语）.
19. 1 2 3  Vavasseur, Xavier. . Naval News. 2021-04-03  [2021-05-18]. （原始内容存档于2021-04-06） （英语）.
20. ↑  . le marin. 2021-03-29  [2021-05-18]. （原始内容存档于2021-05-18） （法语）.
21. ↑  Lescurier, Charles. . LEFIGARO. 2020-12-08  [2021-05-18]. （原始内容存档于2021-05-13） （法语）.
22. ↑  . Le Telegramme. 2020-05-26  [2021-05-18]. （原始内容存档于2020-06-15） （法语）.
23. ↑  Parly, Florence. . www.defense.gouv.fr. 2018-10-23  [2021-05-18]. （原始内容存档于2020-06-03） （法语）.
24. 1 2 3 4 5  Vavasseur, Xavier. . Naval News. 2020-07-06  [2021-05-18]. （原始内容存档于2021-01-19） （英语）.
25. 1 2  Merchet, Jean-Dominique. . L'Opinion. 2020-12-08  [2021-05-18]. （原始内容存档于2020-12-16） （法语）.
26. ↑  Groizeleau, Vincent. . Mer et Marine. 2009-02-18  [2021-05-18]. （原始内容存档于2021-01-18） （法语）.
27. ↑  Merchet, Jean-Dominique. . L'Opinion. 2017-01-27  [2021-05-18]. （原始内容存档于2021-01-08） （法语）.
28. 1 2  GroizeIeau, Vincent. . Mer et Marine. 2020-12-09  [2021-05-18]. （原始内容存档于2020-12-09） （法语）.
29. ↑  . technicatome.com. 2021-05-02  [2021-05-18]. （原始内容存档于2021-04-12） （法语）.
30. ↑  Tanguy, Jean-Marc. . Air et Cosmos. 2021-04-22  [2021-05-18]. （原始内容存档于2021-04-22） （英语）.
31. 1 2  Donald, David. . Aviation International News. 2020-12-31  [2021-05-18]. （原始内容存档于2021-01-28） （英语）.